# 朱拱榐
建安昭靖王朱拱榐（1514年7月15日—1570年9月19日），號敬堂，明朝寧藩第三代建安王，建安莊順王朱宸潚的嫡長子。

## 生平
正德九年六月二十四日（1514年7月15日）生。嘉靖三十二年（1553年）十月，建安莊順王朱宸潚去世。嘉靖三十六年（1557年）七月，朱拱榐襲封建安王。
隆慶四年八月二十日（1570年9月19日），朱拱榐去世，享年五十七岁，諡號昭靖。三年後，嫡長子朱多㸅襲爵。

## 家庭
- 妻黃氏（1515年－1578年）[1]，嘉靖三十六年（1557年）七月冊為建安王妃[3]。
  - 嫡長子：建安康懿王朱多㸅